# Marian Wesołowski (polityk)
Marian Wesołowski (ur. 1 stycznia 1949 we Wrzelowie) – polski polityk, agronom i nauczyciel akademicki, profesor nauk rolniczych, poseł na Sejm IV kadencji, rektor lubelskich uczelni rolniczych.

## Życiorys
Ukończył studia na Wydziale Rolniczym Akademii Rolniczej w Lublinie. Na tej uczelni obronił doktorat oraz uzyskał habilitację. W 1990 otrzymał tytuł naukowy profesora.
Od początku kariery naukowej związany z lubelską AR. Pełnił funkcję kierownika Katedry Ogólnej Uprawy Roli i Roślin, obecnie zajmuje to stanowisko na Uniwersytecie Przyrodniczym. W latach 1996–2002 był rektorem Akademii Rolniczej w Lublinie.
W wyborach parlamentarnych w 2001 kandydował do Sejmu z okręgu lubelskiego, mandat poselski objął 24 czerwca 2004 w miejsce Zdzisława Podkańskiego (wybranego do Parlamentu Europejskiego). W wyborach parlamentarnych w 2005 bez powodzenia ubiegał się o reelekcję, a w wyborach samorządowych w 2006, 2010 i 2014 również bezskutecznie o mandat radnego sejmiku lubelskiego.
1 września 2008 objął funkcję rektora Uniwersytetu Przyrodniczego w Lublinie, w 2012 został wybrany na kolejną kadencję (która zakończyła się w 2016).

## Odznaczenia
Odznaczony Krzyżem Kawalerskim (1998) i Oficerskim (2002) Orderu Odrodzenia Polski.